# 테우크로스

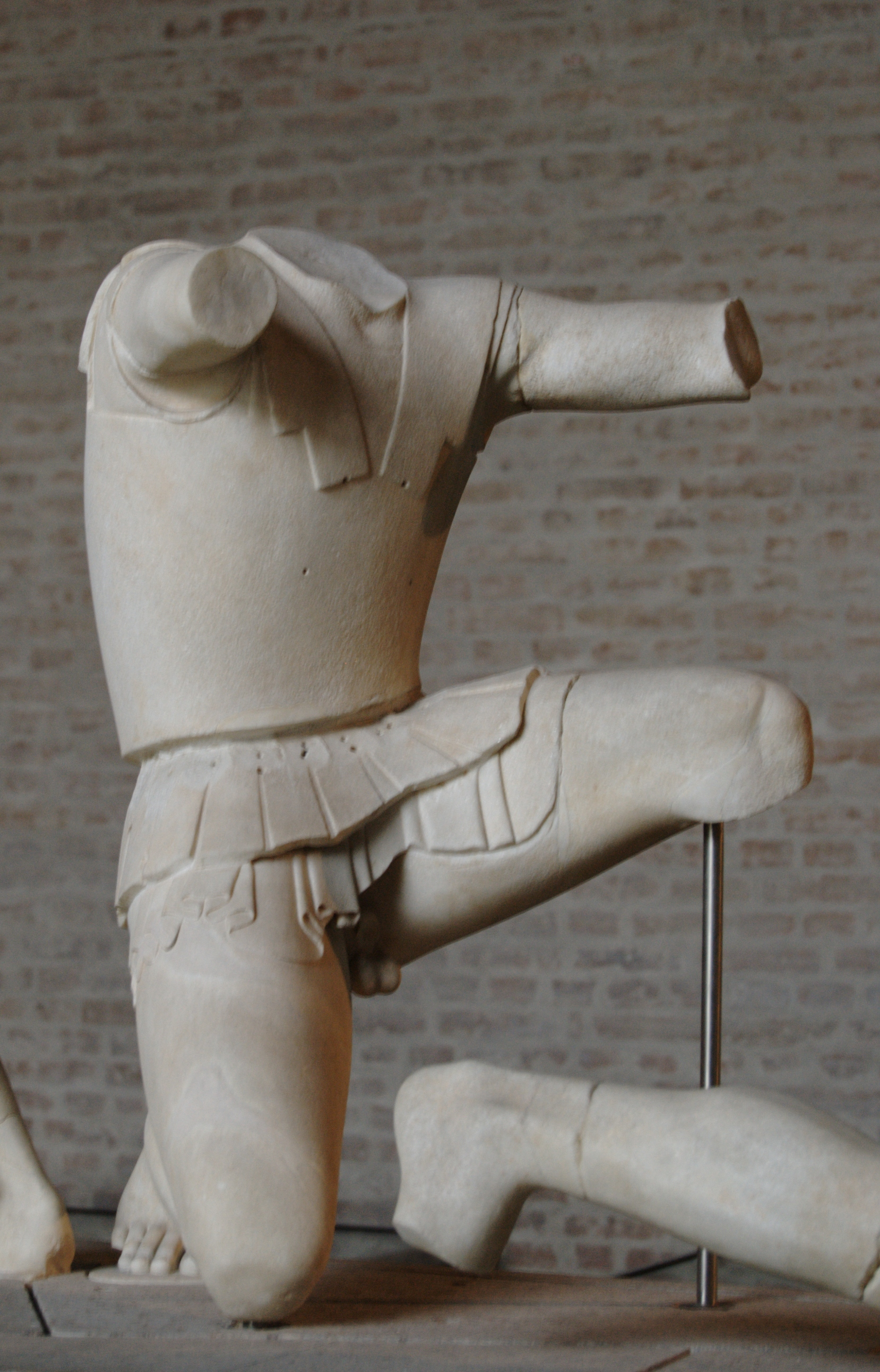
테우크로스로 알려진 그리스의 궁수.

테우크로스 또는 테우크리스(그리스어: Τεῦκρος)는 그리스 신화에 나오는 인물로 살라미스의 왕 텔라몬과 그의 두 번째 부인인 헤시오네의 아들이다. 그는 활의 명수로 이복형제인 큰 아이아스와 함께 트로이아 전쟁에 참여하였다.

## 트로이아 전쟁의 활약
그의 어머니 헤시오네는 원래 트로이아의 공주였고 프리아모스의 누나이다. 헤라클레스가 트로이아를 약탈하고 그녀를 자신의 친구인 텔라몬에게 주었다. 따라서 트로이아 전쟁에서 테우크로스는 자신의 외삼촌인 프리아모스와 사촌형제인 헥토르와 파리스를 상대로 싸운 셈이다.
그는 트로이아 전쟁에서 뛰어난 궁수로 활약했는데 주로 이복형제인 아이아스의 방패뒤에서 활을 쏴서 큰 용맹을 떨쳤다. 헥토르가 그리스 군을 그들의 전함으로 몰아낼 때도 그는 활로 헥토르의 전차를 모는 마부를 쏘아죽였고 헥토르에게도 아홉번이나 화살을 날렸으나 헥토르를 응원하는 아폴론이 그 화살들을 빗나가게 했다. 헥토르가 큰 돌을 던져 테우크로스가 맞았는데 이 때문에 그는 한동안 전투에서 물러나 치료를 받았다. 제우스가 그의 화살을 부러 뜨리자 그는 창을 들고 싸웠다.
테우크로스는 나중에 트로이 목마에 숨어들어간 40명의 용사중의 한 사람이었다.

## 키프로스의 살라미스 건설
트로이아 전쟁이 끝난 후 그는 살라미스로 돌아갔지만 형인 아이아스의 죽음을 막지 못했다는 죄로 아버지 텔라몬이 그를 받아들이지 않았다. 그는 키프로스로 망명하여 그곳에 또 다른 살라미스라는 도시를 세웠다.
고대 로마의 시인 호라티우스는 테우크로스가 살라미스를 떠나면서 남긴 연설을 자신의 시에 적었는데 이는 후대에 많이 인용된다.